# Gamhariya Parsa
Gamhariya Parsa (en népalais : गम्हरीया पर्सा) est un comité de développement villageois du Népal situé dans le district de Rautahat. Au recensement de 2011, il comptait 6 523 habitants.